# Прокофьев, Александр Александрович
Александр Александрович Прокофьев (25 июня 1942 года, Омск — 24 июня 2007 года, Мюнхен, Германия) — советский артист балета, балетмейстер, педагог классического танца Московского хореографического училища. Заслуженный деятель искусств РСФСР (1987).

## Биография
1961 — окончил Московское хореографическое училище
1971 — окончил педагогическое отделение балетмейстерского факультета ГИТИСа (курс Н. И. Тарасова)
1961-66 — солист Новосибирского театра оперы и балета. Партии: Нурали, Вацлав, Меркуцио.
с 1969 по 1989 — педагог классического танца в Московском хореографическом училище. Был ассистентом Н. И. Тарасова.
1972-73 — директор балета муниципального театра Сантьяго (Чили)
1977 — педагог-репетитор в Театре оперы и балета Анкары (Турция)
1981-83 — педагог-репетитор Королевского балетного театра (Копенгаген, Бельгия)
1989 — педагог-репетитор в Театре оперы и балета в Мюнхене (ФРГ)
1986 — Ленинградский Малый театр оперы и балета — поставил «Серенаду» и «Тему с вариациями» на музыку П. И. Чайковского (хореография Дж. Баланчина)
1990-92 — художественный руководитель московского театра балета «Классики хореографии», отличающегося академизмом, строгой, классической манерой исполнения. Поставил: «Баядерка», хореография М. И. Петипа; дивертисмент из классического Гран па Чайковского — оба 1991.
1993 — создал труппу «Сезоны Русского балета».
после 1993 — уехал из России в Германию, когда «за адскую работу здесь стали платить уж слишком смешные деньги».
Жил и работал в Мюнхене, возглавлял преподавательскую кафедру государственной Академии Балета. Вёл мужские и женские старшие классы.
2000 — давал мастер-классы для учеников выпускных курсов в Академии русского балета им. А. Я. Вагановой.
Скончался 24 июня 2007 года в Германии, за день до своего 65-летия. Отпевали Александра Александровича в храме Илии Пророка Обыденного. Похоронили на Востряковском кладбище.
Через год, 24 июня 2008 года, на сцене Музыкального театра имени К. С. Станиславского и Вл. И. Немировича-Данченко прошёл Вечер Памяти А. А. Прокофьева, на котором выступили в его Честь его ученики. Зрители увидели специально созданный документальный фильм — уникальные кадры с виртуозным исполнением классических балетных вариаций и номеров современной хореографии учениками Прокофьева на разных сценах мира.

## Ученики Прокофьева
- Андрис Лиепа
- Ирек Мухамедов
- Алексей Фадеечев
- Виктор Яременко
- Юрий Клевцов
- Сергей Филин
- Дьюла Харангозо
- Денис Черевичко
- Ерлан Андагулов